# Hymenolaena
Hymenolaena es un género de plantas de la familia de las apiáceas. Comprende 20 especies descritas.

## Taxonomía
El género fue descrito por Augustin Pyrame de Candolle y publicado en Prodromus Systematis Naturalis Regni Vegetabilis 4: 244. 1830. La especie tipo es: Hymenolaena candollei DC.	

## Algunas especies
A continuación se brinda un listado de las especies del género Hymenolaena aceptadas hasta septiembre de 2012, ordenadas alfabéticamente. Para cada una se indica el nombre binomial seguido del autor, abreviado según las convenciones y usos.
- Hymenolaena badachschanica Pissjauk.
- Hymenolaena brunonis DC.
- Hymenolaena candollei DC.
- Hymenolaena corydalifolia (Aitch. & Hemsl.) Rech.f. & Riedl
- Hymenolaena darwasica Lipsky
- Hymenolaena dentata DC.
- Hymenolaena erosa Steud.